# Liste der Baudenkmale in Butzow
In der Liste der Baudenkmale in Butzow sind alle denkmalgeschützten Bauten der Gemeinde Butzow (Mecklenburg-Vorpommern) und ihrer Ortsteile aufgelistet. Grundlage ist die Veröffentlichung der Denkmalliste des Landkreises Ostvorpommern mit dem Stand vom 30. Dezember 1996. 

## Baudenkmale nach Ortsteilen

### Butzow
| ID | Lage    | Bezeichnung                                                                                       | Beschreibung | Bild |
| -- | ------- | ------------------------------------------------------------------------------------------------- | ------------ | ---- |
|    | (Karte) | Gutshaus, Wegführung mit Pflasterung, Baumbestand und Zufahrtsparterre sowie Park mit Torpfeilern |              |      |

### Alt-Teterin
| ID | Lage              | Bezeichnung                                                     | Beschreibung | Bild                                                            |
| -- | ----------------- | --------------------------------------------------------------- | --- | --------------------------------------------------------------- |
|    | Dorfanger (Karte) | Kriegerdenkmal                                                  | | Kriegerdenkmal                                                  |
|    | (Karte)           | Friedhof, Umfassungsmauer, hist. Grabzeichen, Gitter, Mausoleum | Feldsteinbau | Friedhof, Umfassungsmauer, hist. Grabzeichen, Gitter, Mausoleum |
|    | (Karte)           | Kirche                                                          | Älteste Teile von um 1400, später stark verändert, Turm mit spitzem Helm; Innen: flache Balkendecke, südl. Empore, Taufstein 14. Jh., spätgotischer Altaraufsatz. | Kirche                                                          |
|    | Nr. 7             | ehem. Pfarrhaus                                                 | |                                                                 |
|    | Nr. 8             | ehem. Pfarrwitwenhaus                                           | |                                                                 |
|    | Nr. 26            | Scheune                                                         | |                                                                 |
|    | Nr. 28            | Wohnhaus                                                        | |                                                                 |

### Lüskow
| ID | Lage              | Bezeichnung | Beschreibung | Bild |
| -- | ----------------- | --- | --- | --- |
|    | (Karte)           | Friedhof, Umfassungsmauer mit Toranlage, hist. Grabzeichen, Kriegerdenkmal, Aufbahrungskapelle                                                              | | Friedhof, Umfassungsmauer mit Toranlage, hist. Grabzeichen, Kriegerdenkmal, Aufbahrungskapelle                                                              |
|    | (Karte)           | Gutsanlage mit Gutshaus, drei Stallgebäuden, Kornspeicher/Mühle, Park mit Rest eines Belvederes (gehörig zu Wohnhaus Nr. 35), Umfassungsmauer mit Toranlage | 1-gesch., sanierter Fachwerkbau aus der Mitte des 18. Jh., Mansarddach mit Fledermausgauben; Reste vom barocken Landschaftspark sind erhalten.                                                                                   | Gutsanlage mit Gutshaus, drei Stallgebäuden, Kornspeicher/Mühle, Park mit Rest eines Belvederes (gehörig zu Wohnhaus Nr. 35), Umfassungsmauer mit Toranlage |
|    | (Karte)           | Kirche | Einschiffiger Feld- und Backsteinbau aus dem 14. Jh., eingezogener quadr. Turm von 1709 mit Fachwerkaufsatz, Osterweiterung um ein Joch von 1931; Altar und Kanzel wohl 17. Jh., Gestühl und Empore vom 18. Jh., Glocke von 1878 | Kirche |
|    | Nr. 34/35 (Karte) | Scheune | | |
|    |                   | Wegweiser Butzow/Blesewitz | | |
|    |                   | Wegweiser Pelsin/Teterin | | |

## Quelle
- Bericht über die Erstellung der Denkmallisten sowie über die Verwaltungspraxis bei der Benachrichtigung der Eigentümer und Gemeinden sowie über die Handhabung von Änderungswünschen (Stand: Juni 1997; PDF, 934 kB)

- Karte mit allen Koordinaten:
- OSM |
- WikiMap